# Tural Axundov
Tural Axundov (Baku, 1º agosto 1988) è un calciatore azero, difensore svincolato.